# A trubadúr
A trubadúr (olaszul Il trovatore) Giuseppe Verdi operája 4 felvonásban, 8 képben. Szövegét Salvadore Cammarano írta. A trubadúrt 1853. január 19-én a római Teatro Apollo mutatta be először. A mű nagy sikerén felbuzdulva  másfél évvel később, 1854. október 31-én már a magyar Nemzeti Színház is műsorra tűzte. Az újonnan felépült magyar operaház 30 évvel később, 1884. december 7-én újította fel a dalművet.

## Szereplők
| Szereplő                                               | Hangfekvés            |
| ------------------------------------------------------ | --------------------- |
| Luna gróf                                              | bariton               |
| Leonora, Sargosto grófnő                               | szoprán               |
| Azucena, cigányasszony                                 | mezzoszoprán vagy alt |
| Manrico, trubadúr                                      | tenor                 |
| Ferrando, Luna hűbérese                                | basszus               |
| Ines, Leonora bizalmasa                                | mezzoszoprán          |
| Ruiz, Manrico kísérője                                 | tenor                 |
| Egy öreg cigány                                        | basszus               |
| Küldönc                                                | tenor                 |
| Apácák, a gróf szolgálói, cigányok és cigányasszonyok. |                       |

## Cselekménye
Helyszín: Biscaya és Aragónia
Idő: 15. század

### Első felvonás
Első jelenet
Luna kastélyának őrszobája
Ferrando a grófi családról mesél, hogy elűzze katonái szeméből az álmot: Luna gróf apját balszerencse üldözte élete során, hiszen kisebbik fiát egy cigányasszony szemmel megverte. Mikor a cigányasszonyt máglyára hurcolták, végső haláltusájában megeskette lányát, hogy álljon bosszút haláláért. Azucena, a lánya szót fogadott és elrabolta a gróf kisebbik gyermekét. A híresztelések szerint Azucena a fiút máglyán égette el, akárcsak a gróf az anyját, de az öreg gróf haláláig nem hitte, hogy gyermeke valóban a tűz áldozata lett és meghagyta fiának – a jelenlegi Luna grófnak –, hogy szüntelenül kutasson eltűnt öccse után.
Második jelenet
Luna kastélyának kertje
Luna gróf végtelenül szerelmes Leonora grófnőbe. Amikor felcsendül vetélytársának, Manricónak a szerenádja, Leonora, akit az éj sötétje megtéveszt, a trubadúr helyett, a gróf karjaiba siet. Amikor a trubadúr közelebb lép, fény derül a tévedésre és az ellenfelek vad dühvel támadnak egymásra. Leonora nem tudja megakadályozni a párbajt , Manrico elesik.

### Második felvonás
Első jelenet
Cigányok tábora
Manrico rejtélyes és ijesztő dolgokat tud meg Azucenától, akinek lelkét ma is felkavarja a hajdani események borzalmas emléke: állítólag annak idején nem a gróf gyermekét, hanem őrjöngésében saját fiát vetette tűzbe és ezek szerint Manrico nem is az ő fia. Azucena sietve helyreigazítja szavait: mindig hű anyaként nevelte és ápolta őt. Manricót azonban nem nyugtatják meg szavai. Időközben egy hírnök levelet hoz Ruiztól, hűséges fegyvertársától, aki arról értesíti, hogy Castellor várának parancsnokává nevezik ki valamint Leonora, miután Manrico halálhírével megtévesztették egy közeli zárdába akar apácának vonulni. A trubadúr azonnal lóra ül és elvágtat.
Második jelenet
A zárda előtt
Luna is tudomást szerzett Leonora szándékáról és ő is elindul katonáival, hogy eltérítse szándékától a grófnőt. El akarja rabolni, de Manrico idejében megérkezik és megakadályozza tettét. Luna bosszút esküdve elmenekül.

### Harmadik felvonás
Első jelenet
Luna tábora
Luna táborában a katonák biztosak Castellor várának bevételében. Harci kedvük fokozódik, amikor megtudják, hogy a várat Manrico védelmezi. Az őrök elfognak egy arra kószáló cigányasszonyt, akiben Ferrando felismeri a grófi gyermek gyilkosát. A cigányasszonyt azonnal máglyahalálra ítélik.
Második jelenet
Helyiség a kastélyban
Leonora és Manrico boldog együttlétét Ruiz szakítja meg, aki a cigányasszony ítéletének hírét hozza. A trubadúr felszólítja katonáit, hogy segítsenek anyját megmenteni.

### Negyedik felvonás
Első jelenet
Luna kastélyának börtöne előtt
A kastély börtönében raboskodik az elfogott Manrico és Azucena is. Leonora érkezik, hogy megpróbálja őket kiszabadítani. Luna kész megkegyelmezni a raboknak Leonora szerelméért cserébe. Leonora rááll az üzletre, a gróf parancsot ad Manrico szabadon bocsátására. A grófnő, hogy elkerülje a házasságot mérget vesz be.
Második jelenet
Luna kastélyának börtönében
Leonora maga siet Manricóhoz a szabadulás hírével. A trubadúr sejti, hogy Leonora drága árat fizetett és így már nem is akar kiszabadulni. A méreg megteszi hatását, Leonora összeesik és meghal. Luna belép a börtönbe, rájön a turpisságra és azonnal hóhérkézre adja Manricót. Csak amikor Manrico feje a porba hullt, vágja a szemébe Azucena: Megölted öcsédet! Anyám, bosszút álltam érted!

## Híres áriák, kórusművek
- Di due figli vivea – Ferrando áriája (első felvonás)
- Tacea la notte – Leonora áriája (első felvonás)
- Deserto sulla terra – Manrico áriája (első felvonás)
- Di tale amor che dirsi – Leonora áriája (első felvonás)
- Condotta ell'era in ceppi – Azucena áriája (második felvonás)
- Vedi! le fosche notturne – Cigánykórus (második felvonás)
- Stride la vampa! – Azucena áriája (második felvonás)
- Il balen del suo sorriso – Luna áriája (második felvonás)
- Per me ora fatale – Luna áriája (második felvonás)
- Di quella pira – Manrico áriája (harmadik felvonás)
- Ah, sì ben mio – Manrico áriája (harmadik felvonás)
- D'amor sull'ali rosee – Leonora áriája (negyedik felvonás)
- Miserere d'un'alma gia vicina – Miserere (negyedik felvonás)
- Tu vedrai che amore in terra – Leonora áriája (negyedik felvonás)